# Великая Аргентина

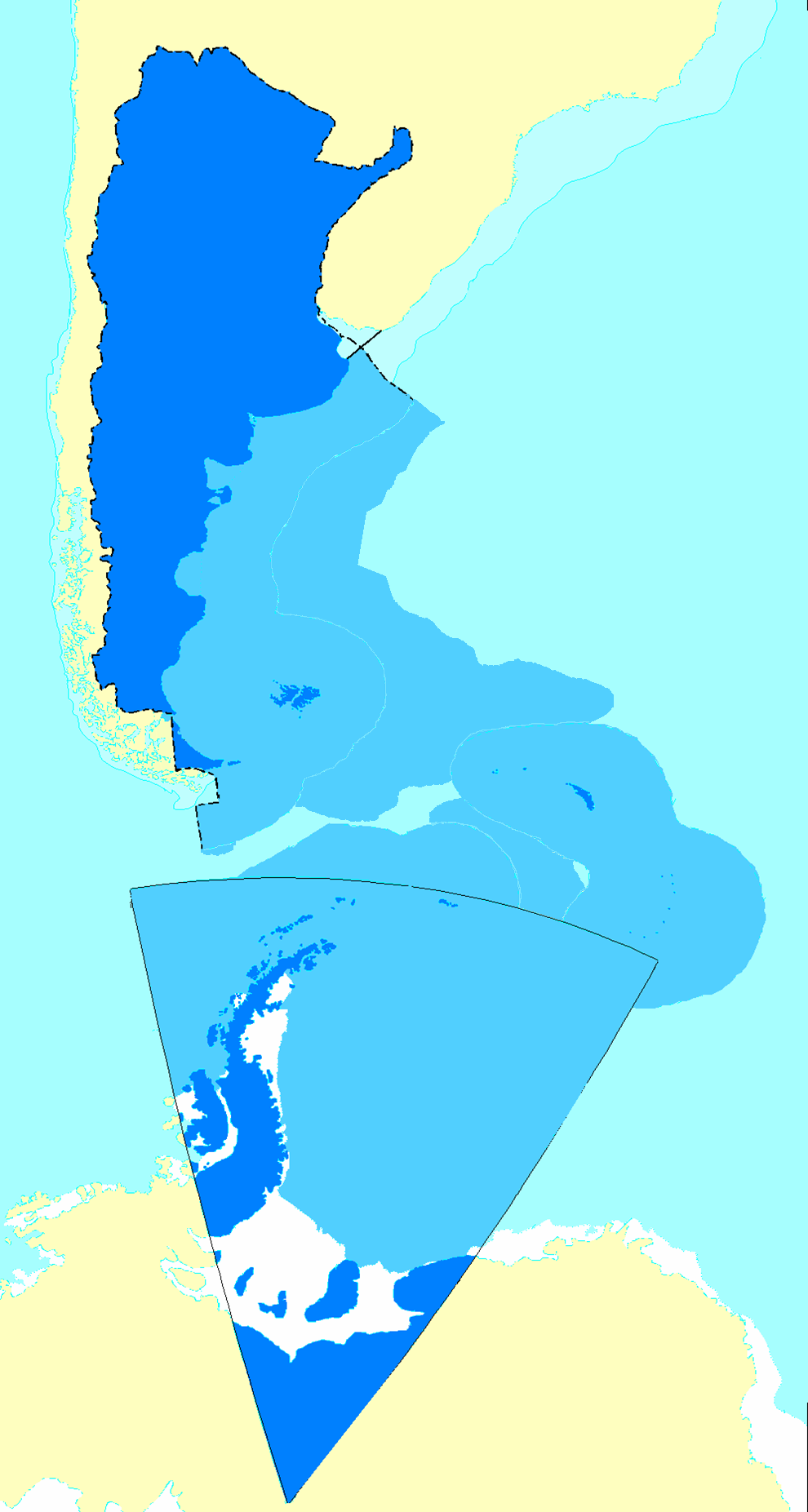
Аргентина и территории, на которые она претендует в настоящее время.

Великая Аргентина (исп. Gran Argentina) или Аргентинский ирредентизм (исп. Irredentismo argentino) — идея включения в состав Аргентины всех её спорных территорий и бывших провинций испанского вице-королевства Рио-де-ла-Плата. В узком смысле — страна в Южной Америке. К Великой Аргентине относятся: Фолклендские острова, Южная Георгия и Южные Сандвичевы Острова, Парагвай, Уругвай, Боливия, Южное Патагонское ледяное поле и часть Антарктиды.

## История возникновения идеи
Рио-де-ла-Плата являлась испанским вице-королевством в Южной Америке, которое делилось на губернаторства Рио-де-ла-Плата, Парагвай, Тукуман, Санта-Крус-де-ла-Сьерра и коррехименто Куйо. Эти административно-территориальные единицы располагались на современных территориях Аргентины, Уругвая, Парагвая, Боливии, южной Бразилии, северного Чили, южной части Перу, а также оспариваемых Мальвинских (Фолклендских) островов. Вице-королевство, номинально, включало в себя африканские острова Фернандо Пу (ныне Биоко) и Аннобон в нынешней Экваториальной Гвинее. Рио-де-ла-Плата исчезла в мае 1810 года, когда вице-король, в результате ряда политических и общественных событий, произошедших в Буэнос-Айресе, был отстранён от власти. В аргентинской историографии события получили название Майская революция. После возникли два государства: Парагвай и Соединённые провинции Южной Америки. Впоследствии последнее распалось на Боливию, Аргентину и Уругвай.
Через несколько десятилетий после распада вице-королевства на несколько независимых государств, в среде националистов возникла идея о восстановлении территории и объединения народа бывшей Рио-де-ла-Плата.
Сам термин «Великая Аргентина» был введён аргентинским писателем и дипломатом Висенте Кесада (исп. Vicente Gaspar Quesada) в XIX веке. Под понятием подразумевалась страна, которая включает в себя все территории когда-либо принадлежавшие вице-королевству Рио-де-ла-Плата. Затем эту идею популизировали историки, которые внесли термин «Великая Аргентина» в учебники, исторические атласы и собственные эссе.

## Территории

### Фолклендские острова
С начала XIX века (после получения независимости) Аргентина считала Фолклендские острова собственной территорией. Однако в 1833 они были захвачены Великобританией. Правительство Аргентины выразило своё недовольство, официально заявив о территориальных претензиях к Великобритании на Фолклендские острова, а также на Южную Георгию и Южные Сандвичевы острова. На протяжении следующих 149 лет территориальный спор между двумя государствами носил дипломатический характер, так как ни одна сторона не видела потребности в разрешении проблемы военным путём.
Пришедший к власти в конце 1981 года генерал-лейтенант аргентинской армии Леопольдо Гальтиери решил укрепить свою популярность проведением победоносного конфликта. Он воспользовался многолетним спором с Великобританией для развязывания войны.
2 апреля 1982 года началось вторжение аргентинских войск на Фолклендские острова. На следующий день нападению подверглись Южная Георгия и Южные Сандвичевы Острова. Позже правительство Великобритании отправила войска для защиты своих территорий. Конфликт закончился поражением Аргентины и сохранением британского контроля над спорными территориями.
Несмотря на военное поражение, Аргентина не отказалась от претензий на Южную Георгию и Южные Сандвичевы Острова. Требование включения спорных территорий в состав государства были включены в переходном положения конституции поправкой 1994 года.

### Патагония
На аргентино-чилийской границе существует неопределённый участок в ледяной области Южной Патагонии. Эта ледяная непригодная для проживания область — последний остающийся пограничный спор между Чили и Аргентиной, за пределами Антарктиды. В августе 1991 правительства Чили и Аргентины договорились о незначительных изменениях своих границ, однако этот договор не ратифицировал аргентинский парламент. Члены парламента полагали, что граница должна была быть отодвинута на запад, чтобы охватить большую часть ледяной области, поскольку это обеспечит Аргентине контроль над большими залежами пресной воды. Чилийское правительство отвергло подобное предложение. Пограничный спор пытались разрешить ещё три раза: в 1998, 2006 и 2009 годах. Однако никакой чёткой границы провести не удалось.

### Парагвай
После майской революции правительство Объединённых провинций поставило целью создание федерации, состоящей из всех провинций бывшей Рио-де-ла-Плата. Однако Парагвай отказался подчиниться хунте. Произошёл кратковременный конфликт между сепаратистами и армией Объединённых провинций. По итогом конфликта Парагвай обрёл независимость. Но в течение многих лет он был номинально частью Объединённых провинций, хотя и действовал как независимое государство. Кроме того, его независимость не была признана до 1852 года.

### Антарктида
К изучению Антарктики Аргентина приступила в начале XX века. В 1904 году была основана первая аргентинская постоянная полярная станция Оркадас. Уже тогда Аргентина заявила о своём суверенитете над частью материка. К ней относятся Антарктический полуостров и треугольный сектор, тянущийся от вод Атлантического океана до Южного полюса, который расположен в пределах 25° з. д. — 74° з. д. Однако остальные страны не признали вхождения этих территорий в состав Аргентины. Несмотря на это, был создан новый департамент в составе провинции Огненная Земля, получивший название «Аргентинская Антарктида».